# محمد نايل
الدكتور محمد نايل أحمد شرقاوي (1302هـ/1909م - 1341هـ/2010م). العميد الأسبق لكلية اللغة العربية بجامعة الأزهر، وأحد الرعيل الأول لجماعة الإخوان المسلمين، وعضو مكتب الإرشاد الأسبق.

## نشأته
ولد في قرية دشلوط التابعة لمركز ديروط بمحافظة أسيوط في 2 يناير 1909م. تلقى تعليمه في كتاب القرية وأتم حفظ القرآن الكريم في الثانية عشرة من عمره ثم التحق بالمعهد الديني في أسيوط عام 1925م وحصل على الشهادة الثانوية عام 1931م وكان ترتيبه الأول على جميع المعاهد الدينية بالقطر المصري.
التحق بكلية اللغة العربية بجامعة الأزهر بالقاهرة عام 1931م وتفوق فيها حتى حصل على الشهادة العالمية عام 1935م بالرغم من كونه قد فصل منها وهو في السنة النهائية بسبب حركة الطلاب ضد شيخ الأزهر محمد الأحمدي الظواهري ثم أعيد قيده مرة أخرى بعد نجاح الحركة وأعيد الشيخ المراغي شيخا للأزهر للمرة الثانية.

## حياته العلمية
في عام 1943م حصل على الشهادة العالمية (الدكتوراه) في البلاغة والأدب بدرجة ممتاز وعين مدرسا بكلية اللغة العربية بجامعة الأزهر في العام نفسه وحصل على درجة الأستاذية عام 1961م. في عام 1967 عين عميدا للكلية لمدة عامين ثم أعير للسعودية وليبيا ليكون عميدا لكليات اللغة هناك، وبعد تقاعده عين أستاذا متفرغا بقسم الدراسات العليا بكلية اللغة العربية بالقاهرة من عام 1982م.
اختير رئيسا لنادي أعضاء هيئة التدريس بجامعة الأزهر من عام 1964-1970 وفي عام 1982 عين عضوا بالمجلس الأعلى للشؤون الإسلامية، كما اختير ممثلا لجامعة الأزهر في الشعبة القومية لليونسكو عام 1969م. في عام 1971م اختير عضوا للجنة وضع وصياغة الدستور وكانت له مواقف واعتراضات حينها على اعتبار الاتحاد الاشتراكي سلطة رابعة وكذلك الاعتراض على أن يكون رئيس الجمهورية رئيسا لمجلس القضاء الأعلى. وكان عضوًا بمجمع اللغة العربية بالقاهرة.
شارك في المحافل الدولية ومن مؤلفاته:
- عصر عبد القاهر الجرجاني وعصر السكاكي، ويعد موسوعة في فن البلاغة والنقد الأدبي منذ نشاته إلى القرن السادس الهجري
- اتجاهات وآراء في التقد الأدبي الحديث،
- نظرية العلاقات بين عبد القاهر والنقد الغربي الحديث،

```
* بين الأدب والنقد
```

## وفاته
توفي يوم الثلاثاء 18 صفر 1431 هـ الموافق 2 فبراير 2010م.